# Ларошжаклен, Огюст дю Вержье
Огюст дю Вержье де Ларошжаклен (фр. Auguste du Vergier de La Rochejaquelein, 17 апреля 1784, Вандея — 21 ноября 1868, Париж) — французский аристократ-роялист, генерал-лейтенант, брат Анри и Луи де Ларошжакленов.

## Биография
После начала Французской революции ребёнком был увезён в эмиграцию. Его брат Анри вскоре вернулся во Францию, где стал одним из лидеров восставших вандейцев, и через некоторое время погиб. Огюст служил в британском военно-морском флоте, после прихода к власти Наполеона вернулся во Францию. В 1812 году поступил су-лейтенантом в полк карабинеров (два полка карабинеров составляли в армии Наполеона элитную бригаду тяжёлой кавалерии) и проделал с ней весь Русский поход. Получил сабельный удар по лицу и с тех пор прозывался «Меченый из Москвы». Попал в плен и был отвезён в Саратов, о смягчении условий его содержания Людовик XVIII обращался напрямую к Александру I. Вернулся во Францию в 1814 году, был переведён в полк конных гренадер  гвардии.
После отречения Наполеона приветствовал возвращение Бурбонов на французский престол. Когда в 1815 Наполеон покинул остров Эльба, где находился в изгнании, и вновь высадился во Франции, Огюст де Ларошжаклен отправился в Вандею, где его брат Луи поднял восстание в поддержку Бурбонов. Возглавил IV корпус в армии восставших («корпус Пуату»). В столкновении с одним из отрядов императорской армии Луи де Ларошжаклен был убит, а Огюст — ранен. После гибели брата возглавил армию восставших, был вынужден заключить перемирие, однако Сто дней к тому времени уже закончились Битвой при Ватерлоо и отречением Наполеона.
Вернувшиеся Бурбоны высоко ценили Огюста де Ларошжаклена, как своего сторонника, который сражался за них в то время, как многие другие пребывали в растерянности. В сентябре 1815 года получил звание лейтенанта конных гренадёр. 19 июля 1818 года получил чин бригадного генерала. 14 сентября 1819 года женился на Фелисии де Дюрфор де Дюрас (фр. Félicie de Durfort de Duras).
Ларошжаклен не принял революцию 1830 года, и в 1832 году пытался организовать в Вандее восстание в поддержку герцогини Беррийской, однако масштабной поддержки жителей Вандеи на этот раз добиться не удалось.
Ларошжаклен уехал в Испанию, где участвовал в Первой карлистской войне, жил в Португалии, позже вернулся во Францию.